# 追悼のざわめき
『追悼のざわめき』（ついとうのざわめき）は、松井良彦監督・脚本による1988年の日本のドラマ映画。

## キャスト
- 誠 - 佐野和宏
- 兄 - 隈井士門
- 妹 - 村田友紀子
- ルンペン - 大須賀勇
- 夏子の兄 - 日野利彦
- 傷痍軍人 - 白藤茜
- 傷痍軍人 - 皆渡静男
- 玄五郎翁 - 高瀬泰司
- 女子高校生 - 片山由希
- 女子高校生 - 上西ユリ子
- 強姦男 - 山際光
- 強姦男 - 田村登留
- 強姦男 - 吉元久隆
- 夏子 - 仲井まみ子

## 製作
1983年頃、松井良彦は本作の脚本を書き上げる。しかし、当時は誰もが映像化不可能と考えており、寺山修司は「この脚本が映画になれば、スキャンダルを起こすだろう」と語っていた。1986年に完成するまで、製作に3年の歳月を費やした。

## 上映
1988年、中野武蔵野ホールにて公開される。以後、2004年の閉館まで、同館で毎年5月に上映されていた。本作は、同館で最高の観客動員数の記録を打ち立てた一方、激しい論争を起こした。2007年には、デジタル・リマスター版が日本全国で上映された。